# Touchtennis
Il Touchtennis è uno sport ideato in Inghilterra nel 2003 e vede affrontarsi due (singolo) o quattro (doppio) giocatori con lo scopo di rimandare la palla (sport) dall'altra parte del campo impedendo all'avversario di colpirla entro un rimbalzo o costringerlo a errore. 
Il touchtennis dispone già di una classifica internazionale, che viene sviluppata attraverso un circuito di tornei riconosciuto da federazioni di nazioni, che organizzano tali competizioni.

## Regole e attrezzature

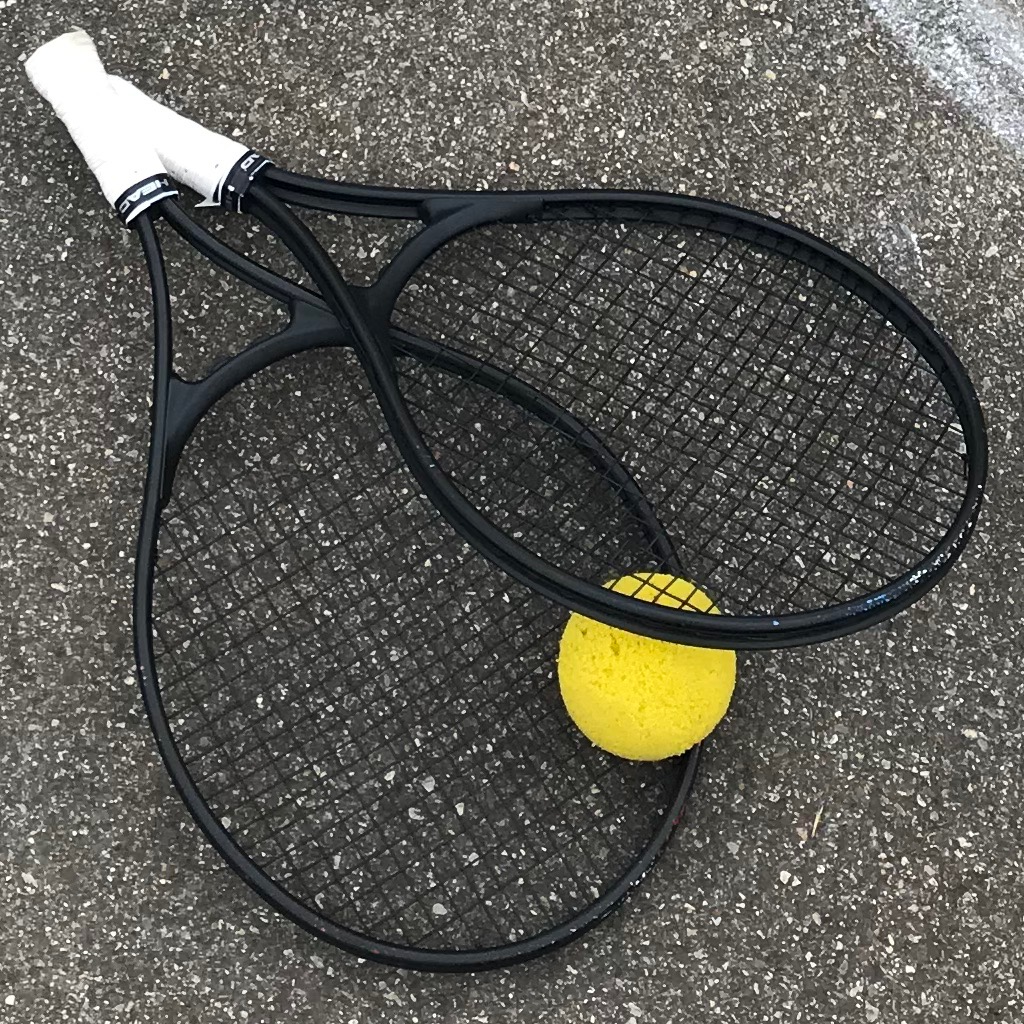
Una palla e due racchette da touchtennis

Si gioca su un campo di 12x5 metri per il singolare e 12x6 per il doppio. 
- Altezza rete: dagli 80 ai 91.5 cm.
- Racchette: esclusivamente quelle da 21 pollici di lunghezza (circa 53 cm). Si trovano facilmente sul mercato.
- Palle: esclusivamente quelle di spugna da 8 cm brevettate recanti il marchio Touchtennis, acquistabili attraverso il sito ufficiale
- Punteggio: punteggio del tennis normale (15-30-40 senza vantaggi); sul 40 pari va giocato il punto decisivo e chi riceve decide da che lato arriva il servizio; set di 4 giochi (in caso di 3 pari scarto di due per vincere il set tipo 5-3, invece se 4 pari tiebreak ai 5 punti); match al meglio di 3 set
- Servizio: una possibilità soltanto (non esiste il secondo servizio), se colpisce il nastro e cade nell’area giusta la palla è in gioco (dunque non esiste il let al servizio). Una volta lanciata la palla per eseguire il servizio deve essere colpita sempre e comunque, pena la perdita del punto.